# 弗德勒爾斯堡 (特拉華州)
弗德勒爾斯堡（英語：Federalsburg）是位於美國特拉華州蘇塞克斯縣的一個非建制地區。該地的面積和人口皆未知。

## 地理
弗德勒爾斯堡的座標為38°49′41″N 75°25′46″W / 38.82806°N 75.42944°W，而該地的平均海拔高度為15米（即49英尺）。